# Centre for Alternative Technology Railway

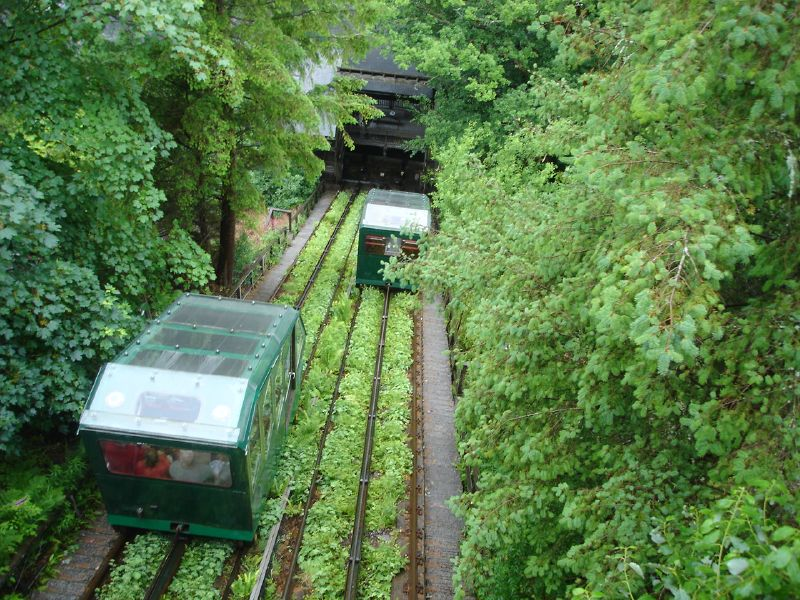
Blick von oben (2008)

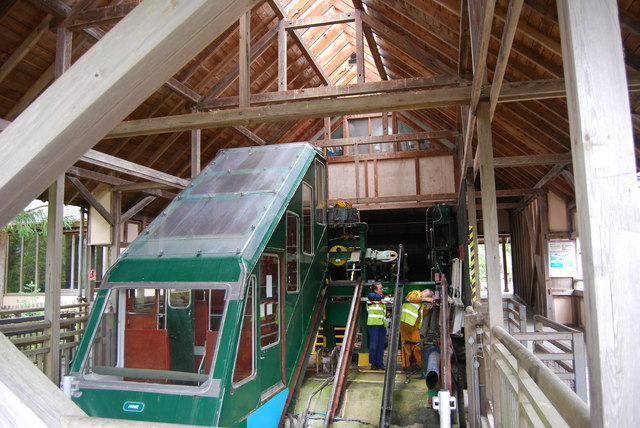
Bergstation (2009)

Die Centre for Alternative Technology Railway ist eine nach dem Prinzip einer Wasserballastbahn betriebene breitspurige Standseilbahn in Powys, Wales. Sie verkehrt etwa vier Kilometer nördlich der Ortschaft Machynlleth und verbindet das Tal des Afon Dulas und die dort verlaufende Fernstraße A487 mit der in einem ehemaligen Steinbruch angelegten Anlage des Centre for Alternative Technology (CAT).

## Geschichte
Inspiriert durch die 1972 vom Club of Rome veröffentlichte Studie Die Grenzen des Wachstums ließ sich Mitte der 1970er Jahre eine Gruppe von Leuten, darunter auch der Hippie-Bewegung nahestehenden Menschen, in einem aufgelassenen Schiefersteinbruch in Wales nieder, um dort ein Forschungs- und Präsentationszentrum für nachhaltige, umweltschonende Technologien aufzubauen. Um die Zugänglichkeit der hoch über dem Tal gelegenen Anlage für Besucher zu verbessern, wurde 1992 eine Standseilbahn in Betrieb genommen. Sie verläuft auf der Trasse einer schiefen Ebene, auf der zu Zeiten des Betriebs des Steinbruches, des Llwyngwern Slate Quarry, der gewonnene Schiefer auf offenen Waggons zur im Tal verkehrenden Corris Railway abtransportiert wurde.

## Fahrzeuge

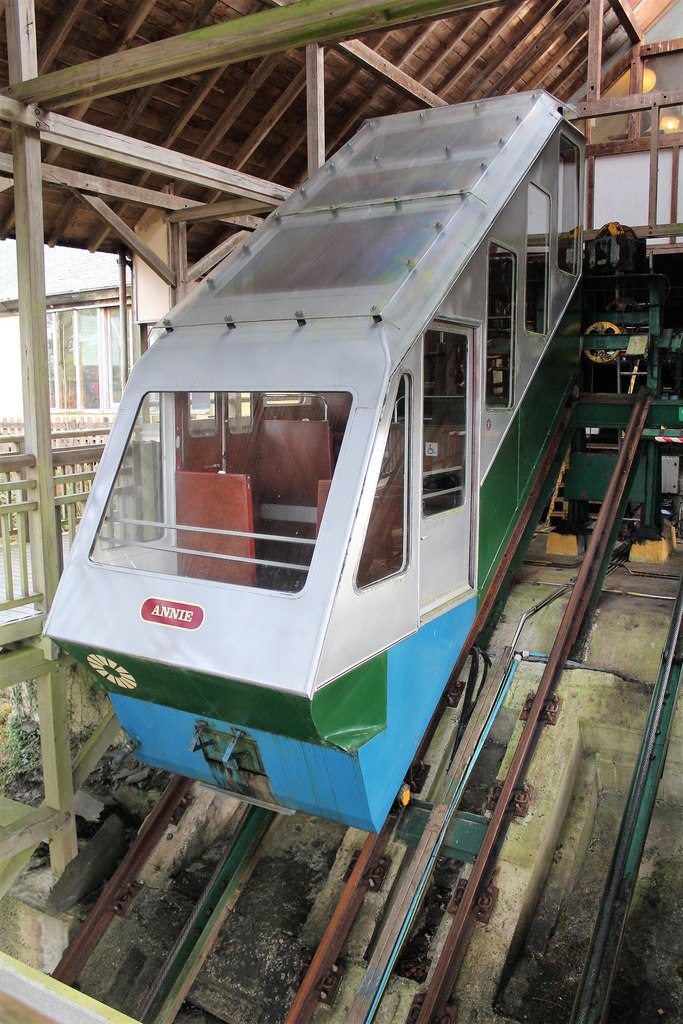
Waggon Annie aus der Nähe

Auf der Bahn verkehren auf zwei parallel verlaufenden Gleisen mit einer Spurweite von 1600, nach einer anderen Angabe 1676 Millimetern, zwei Wagen, die vom CAT selbst gebaut wurden. Sie weisen auf jeder Seite eine Tür auf und bieten auf Holzsitzen Platz für 17 Passagiere. Jeder der Wagen besitzt einen Wassertank mit einem Fassungsvermögen von 1,6 Kubikmetern. Zum Gedenken an die mittlerweile verstorbene Witwe eines der letzten Steinbrucharbeiters, die die CAT-Crew in den Aufbaujahren intensiv unterstützt hatte, tragen sie deren Vornamen, Annie und Martha.

## Technik
Die Strecke hat eine Länge von 53 Metern und überwindet dabei einen Höhenunterschied von 30 Metern. Der maximale Steigungsgrad beträgt 67,5 Prozent, dies entspricht 34 Grad. Die Höchstgeschwindigkeit liegt bei 0,7 Metern pro Sekunde. In Betrieb ist die Bahn jeweils zwischen Ostern und Ende Oktober.
Jeder der beiden Wagen ist mit einem eigenen Stahlseil gegenläufig an einer gemeinsamen Trommel aufgehängt, der abwärts fahrende zieht so den anderen nach oben. Die beiden Wagen sind zusätzlich durch ein weiteres Seil, welches für die Spannung der Hauptseile sorgt, direkt verbunden. Jeder Wagen besitzt außerdem ein Sicherungsseil, welches bei Überschreiten einer bestimmten Geschwindigkeit eine Notbremsung auslöst.
Im Betrieb wird der Tank des jeweils oben stehenden Wagens gerade soweit gefüllt, dass der unten stehende Wagen hochgezogen werden kann. Das benötigte Wasser stammt aus einem durch Grundwasser und Niederschläge gespeisten See innerhalb des Steinbruchs. Hat der abwärtsfahrende Wagen sein Ziel erreicht, wird sein Wasser in ein Becken entleert, aus dem es wieder hochgepumpt werden kann. Mitarbeiter des CAT sind während der Fahrt nicht im Wagen, die Steuerung erfolgt von der oberen Station aus.